# Ichimei
Ichimei (一命?) è un film del 2011 diretto da Takashi Miike.

## Trama
Caduto in povertà, il samurai Hanshiro vuole una fine dignitosa e chiede al suo signore di commettere harakiri. Per dissuaderlo, il signore gli racconta la storia analoga di un altro giovane samurai, ma presto capisce che la richiesta di Hanshiro è diversa da quello che sembra.